# 朱廷鄣
朱廷鄣（？—1643年），明朝代藩宗室，代簡王朱桂之八世孙。
崇祯年间，朱廷鄣担任巩昌府通判，署秦州事，有廉直的名声。崇祯十六年冬，李自成大顺军攻陷秦州，朱廷鄣被执。让他下跪，他怒叱道：“我天朝宗姓，头可断，膝不可屈。”义军想让他活下来，他大呼：“今日惟求一死。”从容而坐，于是被害。